# Тениска лига шампиона
Тениска лига шампиона је тениски тимски турнир, које се одржава у Индији од 2014. године. Учесници су подељени у 6 тимова, а у сваком тиму је по један тенисер из категорије легенди, једна тенисерка из врха ВТА листе, један тенисер из врха АТП листе, као и један од најбољих тенисера земље домаћина - Индије.

## Победници
| Година | Победници                                                                    | Финалисти                                                                         | Резултат    | Место                  |
| ------ | ---------------------------------------------------------------------------- | --------------------------------------------------------------------------------- | ----------- | ---------------------- |
| 2014   | Пунски Марати Агњешка Радвањска Пет Кеш Маркос Багдатис Сакет Минени         | Снови Делхија Јелена Јанковић Хуан Карлос Фереро Кевин Андерсон Санам Сајнг       | 4:1 (27:23) | Делхи                  |
| 2015   | Пенџапски Маршали Елина Свитолина Грег Руседски Маркос Багдатис Сакет Минени | Хајдерабадски асови Мартина Хингис Томас Јохансон Иво Карловић Џеван Недунчезијан | 4:1 (22:21) | Хајдерабад (Телангана) |